# Efrain Escudero
Efrain Escudero (San Luis Río Colorado, 15 de janeiro de 1986) é um lutador mexicano, radicado nos Estados Unidos que atualmente compete na categoria Peso Leve do Ultimate Fighting Championship. Escudero foi o vencedor Peso Leve do The Ultimate Fighter: Team Nogueira vs. Team Mir.

## Carreira no MMA

### Início no MMA
Escudero iniciou sua carreira no MMA em 2006 no Rage in the Cage. Na organização, Escudero obteve sete vitórias consecutivas, todas por finalização. Esta sequência de apresentações foi o maior registrado no ano de 2007.
Escudero só lutava durante os meses de verão, porque ele lutava no colegial em tempo integral. Ele competiu pelo Pima Community College em 2006 e 2007. Esta é a mesma faculdade que formou os lutadores de MMA Drew Fickett, Jamie Varner e Jesse Forbes. Durante a temporada 2006-2007, Escudero conquistou o 7º lugaro no torneio nacional da NJCAA na categoria de 157lbs, fazendo de Escudero, oficialmente, um "All-American".

### The Ultimate Fighter 8
Escudero foi um dos concorrentes do The Ultimate Fighter: Team Nogueira vs. Team Mir para a categoria Peso Leve. Ele venceu sua primeira luta contra Ido Pariente com um mata leão no primeiro round e conseguiu sua vaga na casa. Ele então derrotou Shane Nelson no segundo round após aplicar um triângulo na montada, o que lhe rendeu uma vaga na semifinal. Ele então venceu Junie Browning com um triângulo invertido no segundo round e conseguiu uma vaga na final. No The Ultimate Fighter: Team Nogueira vs. Team Mir Finale, Escudero conquistou o contrato com o UFC após derrotar Phillipe Nover por decisão unânime. Após receber o troféu, Escudero dedicou a vitória ao seu falecido pai, que morreu pouco antes de partir para o reality-show. Ele dedicou sua vitória ainda mais para quem nunca tinha perdido alguém que amava.

### Ultimate Fighting Championship
Após a conquista do TUF 8, Efrain foi selecionado para enfrentar Jeremy Stephens no UFC Fight Night: Condit vs. Kampmann. Efrain sofreu com uma lesão na costela que o obrigou a retirar-se da luta. Em uma entrevista on-line, organizado pelo seu próprio site oficial, Escudero confirmou que ele iria lutar Cole Miller no UFC 103. Antes de sua luta com Miller, Efrain disse ao FightLockdown.com: "Tenho treinado muito para bater nas pessoas. Minhas mãos estão melhorando a cada dia. Se eles querem manter a luta em pé, estou pronto e disposto a fazer isso." No UFC 103, sua primeira luta "pós-TUF" contra Cole Miller, Escudero aplicou um impressionante nocaute no primeiro round.
Escudero sua primeira derrota profissional contra Evan Dunham no UFC Fight Night 20 por finalização no terceiro round. Escudero se recusou a "bater" após encaixar a chave de braço e deixou o octógono sob supervisão médica antes da apresentação vitória, levando à especulação de que seu braço estava quebrado. Escudero tranquilizou os fãs via Twitter que o braço sofreu apenas danos tendão.
Efrain enfrentou Dan Lauzon no UFC 114. Ele venceu por decisão unânime (triplo 29-27) mesmo após o árbitro retirar um ponto dele após conectar um golpe acidental na virilha de Lauzon.
Escudero era esperado para enfrentar John Gunderson em setembro de 2010 no UFC Fight Night: Marquardt vs. Palhares. Escudero então foi escalado para enfrentar Matt Wiman após o oponente original de Wiman, Mac Danzig, sofrer uma lesão e ser obrigado a deixar o card. No entanto, Wiman também sofreu uma lesão e foi substituído por Charles Oliveira. Escudero não conseguiu bater o peso, o que fez a luta Em Peso Casado. Escudero perdeu por finalização, após Oliveira aplicar um mata leão no terceiro round.
Em setembro de 2010, Escudero teve seu contrato rescindido com o UFC, fazendo dele, o segundo campeão do TUF a ser dispensado do UFC.

### Pós-UFC
Após deixar o UFC, Escudero obteve um cartel de 5-1, vencendo três de seus oponentes por finalização. Escudero enfrentou nomes como Fabrício Camões e Tyson Griffin e todas foram decidida pelos juízes, sofrendo uma derrota e uma vitória respectivamente. 

### Retorno ao UFC
Em seu retorno ao UFC, Escudero enfrentou Jacob Volkmann no UFC 141, substituindo o lesionado TJ Grant. Ele perdeu a luta por decisão unânime, porém ficou muito perto de derrota Volkmann nos minutos finais.
Escudero enfrentou Mac Danzig em abril de 2012 no UFC 145. Escudero perdeu por decisão unânime e foi dispensado pela organização pela segunda vez.

### Bellator MMA
Efrain assinou por uma luta com o Bellator Fighting Championships e enfrentou Cesar Avila no Bellator 55. Ele venceu por finalização após encaixar um guilhotina no primeiro round.
Escudero enfrentou Zack Surdyka no Bellator 100. Ele venceu por decisão unânime.

### Terceira passagem pelo UFC
Apesar de supostamente assinar com o Titan Fighting Championships, Escudero mais uma vez assinou com o UFC. Ele era esperado para enfrentar Francisco Trinaldo em 13 de Setembro de 2014 no UFC Fight Night: Pezão vs. Arlovski II. No entanto o polonês Łukasz Sajewski que era esperado para enfrentar Leonardo Santos, lesionou-se e foi obrigado a deixar o card. Escudero foi escolhido para substituir Sajewski e agora enfrentou Santos. Para enfrentar Trinaldo foi colocado Leandro Silva. Ele foi derrotado por decisão unânime.
Escudero enfrentou Rodrigo Goiana de Lima em 14 de Fevereiro de 2015 no UFC Fight Night: Henderson vs. Thatch. Ele venceu a luta com facilidade por decisão unânime.
Escudero enfrentou Drew Dober em 13 de Junho de 2015 no UFC 188, no México e o venceu por finalização com menos de um minuto de luta.
Ele enfrentou Leandro Silva em 21 de Novembro de 2015 no The Ultimate Fighter: América Latina 2 Finale e foi derrotado por decisão unânime.
Escudero enfrentou Kevin Lee em 23 de abril de 2016 no UFC 197 e foi derrotado por decisão unânime.

## Vida pessoal
Escudero foi um lutador pela Grand Canyon University. Embora ele tenha deixado a faculdade para se juntar ao UFC, ele finalmente conseguiu se formar em 2011 como bacharel em Ciência de Justiça Criminal.

## Títulos e realizações
- Superior Challenge
  - Campeão Peso Leve do Superior Challenge (Uma vez)

- Ultimate Fighting Championship
  - Campeão Peso Leve do The Ultimate Fighter 8

## Cartel no MMA
| Cartel no MMA   |             |             |
| 35 lutas        | 24 vitórias | 11 derrotas |
| Por nocaute     | 2           | 0           |
| Por finalização | 13          | 2           |
| Por decisão     | 9           | 9           |

| Res.    | Cartel | Oponente               | Método                        | Evento                                  | Data       | Round | Tempo | Local                   | Notas                                            |
| ------- | ------ | ---------------------- | ----------------------------- | --------------------------------------- | ---------- | ----- | ----- | ----------------------- | ------------------------------------------------ |
| Derrota | 24–11  | Kevin Lee              | Decisão (unânime)             | UFC 197: Jones vs. St. Preux            | 23/04/2016 | 3     | 5:00  | Las Vegas, Nevada       |                                                  |
| Derrota | 24–10  | Leandro Silva          | Decisão (unânime)             | TUF América Latina 2 Finale             | 21/11/2015 | 3     | 5:00  | Monterrey               |                                                  |
| Vitória | 24–9   | Drew Dober             | Finalização (guilhotina)      | UFC 188: Velasquez vs. Werdum           | 13/06/2015 | 1     | 0:54  | Cidade do México        |                                                  |
| Vitória | 23–9   | Rodrigo Goiana de Lima | Decisão (unânime)             | UFC Fight Night: Henderson vs. Thatch   | 14/02/2015 | 3     | 5:00  | Broomfield, Colorado    |                                                  |
| Derrota | 22–9   | Leonardo Santos        | Decisão (unânime)             | UFC Fight Night: Pezão vs. Arlovski II  | 13/09/2014 | 3     | 5:00  | Brasília                |                                                  |
| Vitória | 22–8   | Juha-Pekka Vainikainen | TKO (cotoveladas e socos)     | Superior Challenge X                    | 03/05/2014 | 3     | 4:48  | Helsingborg             | Venceu o SC Lightweight Championship.            |
| Derrota | 21–8   | Dakota Cochrane        | Decisão (unânime)             | RFA 13: Cochrane vs. Escudero           | 07/03/2014 | 3     | 5:00  | Lincoln, Nebraska       |                                                  |
| Vitória | 21–7   | Luis Palomino          | Decisão (unânime)             | CFA 12: Sampo vs. Thao                  | 12/10/2013 | 3     | 5:00  | Coral Gables, Florida   |                                                  |
| Vitória | 20–7   | Zack Surdyka           | Decisão (unânime)             | Bellator 100                            | 20/09/2013 | 3     | 5:00  | Phoenix, Arizona        |                                                  |
| Vitória | 19–7   | Marcus Edwards         | Decisão (dividida)            | SCL: Live at the Stampede               | 29/06/2013 | 3     | 5:00  | Greeley, Colorado       |                                                  |
| Derrota | 18–7   | Jorge Patino           | Decisão (dividida)            | Max Sport: 13.2                         | 11/05/2013 | 3     | 5:00  | São Paulo               |                                                  |
| Derrota | 18–6   | Tyson Griffin          | Decisão (unânime)             | RFA 4: Griffin vs. Escudero             | 02/11/2012 | 3     | 5:00  | Las Vegas, Nevada       |                                                  |
| Derrota | 18–5   | Mac Danzig             | Decisão (unânime)             | UFC 145                                 | 21/04/2012 | 3     | 5:00  | Atlanta, Georgia        |                                                  |
| Derrota | 18–4   | Jacob Volkmann         | Decisão (unânime)             | UFC 141                                 | 30/12/2011 | 3     | 5:00  | Las Vegas, Nevada       |                                                  |
| Vitória | 18–3   | Cesar Avila            | Finalização (guilhotina)      | Bellator 55                             | 23/10/2011 | 1     | 1:55  | Yuma, Arizona           |                                                  |
| Vitória | 17–3   | Mike Rio               | Decisão (unânime)             | CFA 2: McCorkle vs. Hayes               | 23/07/2011 | 3     | 5:00  | Miami, Flórida          |                                                  |
| Derrota | 16–3   | Fabrício Camões        | Decisão (unânime)             | Tachi Palace Fights 9                   | 05/05/2011 | 3     | 5:00  | Lemoore, Califórnia     |                                                  |
| Vitória | 16–2   | Ashe Bowman            | Decisão (unânime)             | XCage: Predators                        | 08/04/2011 | 3     | 5:00  | Tijuana                 |                                                  |
| Vitória | 15–2   | Jeremy Larsen          | Finalização (chave de braço)  | Rage In The Cage 148                    | 29/01/2011 | 3     | 3:21  | Chandler, Arizona       |                                                  |
| Vitória | 14–2   | Alfredo Martinez       | Finalização (mata leão)       | Desert Rage Full Contact Fighting 8     | 19/11/2010 | 1     | 1:14  | Somerton, Arizona       |                                                  |
| Derrota | 13–2   | Charles Oliveira       | Finalização (mata leão em pé) | UFC Fight Night: Marquardt vs. Palhares | 15/09/2010 | 3     | 2:25  | Austin, Texas           | Peso casado (159lbs), Escudero não bateu o peso. |
| Vitória | 13–1   | Dan Lauzon             | Decisão (unânime)             | UFC 114                                 | 29/05/2010 | 3     | 5:00  | Las Vegas, Nevada       |                                                  |
| Derrota | 12–1   | Evan Dunham            | Finalização (chave de braço)  | UFC Fight Night: Maynard vs. Diaz       | 11/01/2010 | 3     | 1:59  | Fairfax, Virginia       |                                                  |
| Vitória | 12–0   | Cole Miller            | TKO (socos)                   | UFC 103                                 | 19/09/2009 | 1     | 3:36  | Dallas, Texas           |                                                  |
| Vitória | 11–0   | Phillipe Nover         | Decisão (unânime)             | The Ultimate Fighter 8 Finale           | 13/12/2008 | 3     | 5:00  | Las Vegas, Nevada       | Venceu o TUF 8.                                  |
| Vitória | 10–0   | Tommy Wagner           | Finalização (socos)           | Full Moon Fighting                      | 18/08/2007 | 1     | 1:12  | Puerto Peñasco          |                                                  |
| Vitória | 9–0    | Eric Regan             | Finalização (mata leão)       | Rage in the Cage 99                     | 18/08/2007 | 2     | 2:15  | Tucson, Arizona         |                                                  |
| Vitória | 8–0    | Jon Kecks              | Finalização (triângulo)       | Cage Supremacy 2                        | 22/07/2007 | 1     | 2:04  | Tucson, Arizona         |                                                  |
| Vitória | 7–0    | TJ Zasa                | Finalização (mata leão)       | Cage Supremacy                          | 24/06/2007 | 2     | 0:43  | Tucson, Arizona         |                                                  |
| Vitória | 6–0    | Peter Newsheller       | Finalização (mata leão)       | Rage in the Cage 96                     | 15/06/2007 | 1     | 1:13  | Tucson, Arizona         |                                                  |
| Vitória | 5–0    | Jose Rodriguez         | Finalização (triângulo)       | Rage in the Cage 95                     | 12/05/2007 | 1     | 2:29  | Fountain Hills, Arizona |                                                  |
| Vitória | 4–0    | Nic Stone              | Finalização (chave de braço)  | Rage in the Cage 93                     | 20/04/2007 | 2     | 1:25  | Somerton, Arizona       |                                                  |
| Vitória | 3–0    | Mike Smith             | Finalização (mata leão)       | RITC 92: Cronin vs Vigil                | 30/03/2007 | 1     | 2:57  | Phoenix, Arizona        |                                                  |
| Vitória | 2–0    | Joe Cronin             | Decisão (unânime)             | RITC 84: Celebrity Theatre              | 01/07/2006 | 3     | 3:00  | Phoenix, Arizona        |                                                  |
| Vitória | 1–0    | Chris Collado          | Finalização (estrangulamento) | RITC 83: Rampage                        | 10/06/2006 | 1     | N/A   | Fountain Hills, Arizona |                                                  |